# Betasyrphus eutaeniatus
Betasyrphus eutaeniatus är en tvåvingeart som först beskrevs av Mario Bezzi 1915.  Betasyrphus eutaeniatus ingår i släktet Betasyrphus och familjen blomflugor.
Artens utbredningsområde är Kongo. Inga underarter finns listade i Catalogue of Life.